# 公津原古墳群
公津原古墳群（こうづはらこふんぐん/こうづがはらこふんぐん）は、千葉県成田市加良部ほかに所在する古墳群。千葉県指定史跡。

## 概要
江弁須地区から八代地区にかけての印旛沼東岸台地上に存在する八代台、天王・船塚、瓢塚の3古墳群・120基前後の大小古墳からなる古墳群の総称である。
この地域は古くから「塚場」という地名と共に「公津原の百塚」とも呼ばれ、江戸時代からその存在が知られていたが、本格的な研究は戦後になってからのことである。その後、1969年（昭和44年）10月から1971年（昭和46年）8月にかけて、成田ニュータウンの建設に伴って64基の古墳が発掘調査されて以来、多くの古墳が発掘調査され、公津原古墳群の内容が明らかになった。
南から、瓢塚古墳群（前方後円墳1基、方墳19基、円墳30基）、天王・船塚古墳群（前方後円墳3基、方墳9基、長方墳1基、円墳33基）、八代台古墳群（前方後円墳3基、方墳6基、円墳25基）の3支群がある。しかしニュータウン開発により消滅した古墳も多く、史跡指定を受けたのは天王・船塚支群の船塚古墳など、38基である。
造営開始年代は早く、4世紀の前半から7世紀の後半まで長期間古墳は造られている。とくに天王・船塚古墳群には、6世紀代と推定される大型古墳が所在する。しかし、7世紀に入ると大型古墳が造られなくなり、龍角寺岩屋古墳やみそ岩屋古墳が造られる龍角寺古墳群と対照的となる。

## 参考図書
- 大塚, 初重、小林, 三郎、熊野, 正也『日本古墳大辞典』東京堂出版、1989年9月、224頁。